# Dicrotendipes modestus
Dicrotendipes modestus är en tvåvingeart som först beskrevs av Thomas Say 1823.  I den svenska databasen Dyntaxa används istället namnet Dicrotendipes pulsus. Dicrotendipes modestus ingår i släktet Dicrotendipes och familjen fjädermyggor. Arten är reproducerande i Sverige. Inga underarter finns listade i Catalogue of Life.